# ケプラー93b
ケプラー93b(英語:Kepler-93b)とはこと座の方向にある恒星ケプラー93を公転している太陽系外惑星である。地球よりも高密度の岩石惑星だとされている。

## 発見
ケプラー93bは2014年にケプラー宇宙望遠鏡の観測により発見された。最初の観測で、ケプラー93を公転している天体が存在する可能性が浮上し、その後、ハワイ島のケック天文台やスピッツァー宇宙望遠鏡による観測も行われ、ケプラー93bの存在が確認された。

## 特徴
| 地球 | ケプラー93b |
| ---- | ----------- |
| 地球 | Exoplanet   |

ケプラー93bは半径が地球の1.478倍であり、誤差±120kmという極めて高い精度で求められている。しかし、質量はスーパーアース並みの4.02倍にも及ぶ。そのため、ケプラー93bは密度が地球の約1.2倍にもなる岩石惑星であると考えられている。しかし、主星のケプラー93からわずか800万kmしか離れていないため、表面温度は1037K(764℃)にもなり、生命や液体の水が存在するにはかなり過酷な環境であるとされている。

## 内部構造
2016年に、岩石惑星と思われる7つの太陽系外惑星の内部構造についての研究結果が発表された。対象となったのはケプラー10b、ケプラー36b、ケプラー78b、ケプラー93b、CoRoT-7b、HD 219134 b、グリーゼ1132bの7つである。これらの太陽系外惑星は全て地球の2倍から5倍ほどの質量と1.1倍から1.6倍ほどの半径を持つ。ハーバード・スミソニアン天体物理学センターの研究チームはこれらの太陽系外惑星にPREM(Preliminary Reference Earth Model)という地球や火星などの岩石惑星に見られる、核、マントル、地殻という三重構造のモデルが当てはまるかを調査した。その結果、7つの太陽系外惑星全てが中心部に鉄などで構成された核を持っており、その外側にマントルと地殻の層が存在する構造になっていることが判明した。

## 主星
ケプラー93bの主星ケプラー93は太陽の0.911±0.033倍の質量、0.919±0.011倍の半径を持つ。表面温度は5669K(5396℃)と太陽(5778K)よりわずかに低い。年齢は66億年であり、太陽より20億年ほど年老いている。地球からの距離は基本、不明とされているが、NASAの発表では約300光年と記載されている。また、Open Exoplanet Catalogueでは315光年と記載されている。なお、ケプラー93系にはケプラー93bとは別に、ドップラー分光法によって発見されたケプラー93cという惑星も公転している。